# Gresse-en-Vercors
Gresse-en-Vercors är en kommun i departementet Isère i regionen Auvergne-Rhône-Alpes i sydöstra Frankrike. Kommunen ligger i kantonen Monestier-de-Clermont som tillhör arrondissementet Grenoble. År 2022 hade Gresse-en-Vercors 356 invånare.

## Befolkningsutveckling
Antalet invånare i kommunen Gresse-en-Vercors
Referens:INSEE